# Стасовы
Род Стасовых — старинный русский дворянский род, берущий свое начало в XVI веке предположительно от угаснувшего рода Волынских.
Родоначальником его был князь Дмитрий Васильевич Стасов. Получил ранение в 1571 году в сражении с крымскими татарами под Москвой.
Дмитрий Васильевич имел во владениях под Луцком усадьбу Полянское в Волынской губернии. Имел четырех сыновей и двух дочерей.

## Описание герба
Щит разделен диагонально на две части к правому нижнему углу полосою, составленною из серебреных и черного цвета Шахмат; из коих в верхней части в красном поле, видна выходящая из Облака рука в латах с Мечом, острием поднятым к означенному в левом углу сияющему Солнцу; а внизу сидит на траве Сова.
Герб рода Стасовых внесен в Часть 4 Общего гербовника дворянских родов Всероссийской империи, стр. 129.